# Ajansee
Der Ajansee (russisch Озеро Аян) ist ein 89,6 km² großer See im Putorana-Gebirge, dem Nordwestteil des Mittelsibirischen Berglands in der russischen Region Krasnojarsk.

## Geographische Lage
Der Ajansee liegt im Mittel etwa 275 km nördlich des nördlichen Polarkreises im Nordteil des Putorana-Gebirges, wo er sich in Südsüdost-Nordnordwest-Richtung als Ursprungssee des Flusses Ajan, dem westlichen Quellfluss der Cheta, erstreckt. Der Ajansee hat eine Länge von etwa 56 km sowie eine maximale Breite von 1,42 km. Während er von vielen Gebirgsbächen gespeist wird, ist der Ajan sein einziger Abfluss. Der See liegt auf etwa 465 m Höhe. Die Berge in der Seeumgebung sind mit dem östlich des südsüdöstlichen Seeteils gelegenen Kamen, dem höchsten Berg des Putorana-Gebirges, maximal 1701 m hoch. Weder am See noch in seiner Umgebung gibt es Siedlungen.

## Flora und Fauna
An den Ufern des Ajansees gedeihen boreale Nadelwälder (Taiga), die Hochlagen der den See umgebenden Berge werden von der Tundra mit ihren Moosen und Flechten bestimmt. Im fischreichen See leben zum Beispiel Barschfische, Hechte und Lachsfische.